# سابينا التينبيكوفا
سابينا ابيفينا التينبيكوفا (قازاقية: Саби́на Аба́евна Алтынбе́кова; مواليد 5 نوفمبر 1996 في أكتوبي، كازاخستان) لاعبة كرة طائرة كازاخستانية.

## نشأتها
ولدت سابينا ألتينبيكوفا وهي ابنة أبوين رياضيين ، في 05 نوفمبر 1996 في مدينة أكتيوبي غربي كازاخستان، كرست نفسها بجدية للكرة الطائرة من سن 14.

## روابط خارجية
- (بالإنجليزية) سيقان، كرة طائرة، جاذبية - سابينا التينبيكوفا محل اهتمام وسائل الإعلام  خلال صحيفة ستريتس تايمز, 24 يوليو 2014
- سابينا التينبيكوفا انستغرام
- سابينا التينبيكوفا في كي
- سابينا التينبيكوفا سيرة
- سابينا التينبيكوفا سيرة قصيرة